# WDR47
WDR47‏ (WD repeat domain 47) هوَ بروتين يُشَفر بواسطة جين WDR47 في الإنسان.